# Green (efternamn)
Efternamnet Green uttalas på svenska som gren, medan det engelska efternamn som stavas på samma sätt kommer av ordet green som betyder "grön" eller "gräsbevuxen yta". Både det svenska och det engelska namnet behandlas tillsammans här. Personer med svensk eller nordisk anknytning uppförs också i artikeln Gren (efternamn). Observera vidare att namnet Greene, med samma engelska uttal som Green, behandlas i en egen artikel.

## Personer med efternamnet Green
- Adam Green (född 1981), amerikansk singer/songwriter
- Adolph Green (1914–2002), amerikansk skådespelare, musikal-  och sångtextförfattare
- Al Green (född 1946), amerikansk sångare och pastor
- Al Green (politiker) (född 1947), amerikansk politiker, demokrat, kongressrepresentant för Texas
- Alexander Henry Green (1832–1896), engelsk geolog
- Allan Green (1910–1993), svensk präst och författare
- Alfred E. Green (1889–1960), amerikansk filmregissör
- Andre Green (född 1998), engelsk fotbollsspelare
- Andrew Green (född 1965), engelsk bilsportsledare

- Bertil Green (1925–1998), svensk militär
- Bobby Green (född 1986), amerikansk MMA-utövare
- Brian Austin Green (född 1973), amerikansk skådespelare

- Carl Green (1894–1962), svensk ryttare
- Chad Green (född 1975), amerikansk basebollspelare
- Charles Green (1785–1870), brittisk ballongflygare
- Charles Green (bobåkare) (1914–1999), brittisk bobåkare
- Charlie Green (född 1997), engelsk sångare
- Claes Green (född 1973), svensk fotbollsmålvakt

- Dallas Green (född 1980), kanadensisk musiker
- Danielle Green (aktiv 1995–2000), amerikansk basketspelare
- Danny Green (född 1987), amerikansk basketspelare
- Dave Green (född 1983), amerikansk film- och musikvideoregissör
- David Green (född 1960), australisk ryttare
- Dennis Green (1931–2018), australisk kanotist
- Deven Green (född 1975), kanadensisk komiker och skådespelare
- Draymond Green (född 1990) amerikansk basketspelare
- Duncan Green (född 1961), svensk skådespelare
- Dwight H. Green (1897–1958), amerikansk politiker, republikan, guvernör i Illinois

- Elmer Green (1925–2018), finlandssvensk skådespelare
- Emma Green (född 1984), svensk höjdhoppare
- Eva Green (född 1980), fransk skådespelare

- Frank Green (född 1933), amerikansk sportskytt
- Fred Green (1871–1936), amerikansk politiker, republikan, guvernör i Michigan
- Freddie Green (1911–1987), amerikansk jazzgitarrist

- Gene Green (född 1947), amerikansk politiker, demokrat, kongressrepresentant för Texas
- George Green (1793–1841), brittisk matematiker och fysiker
- Gerald Green (född 1986), amerikansk basketspelare

- Hank Green (född 1980), amerikansk singer/songwriter och entreprenör
- Henry Green (1905–1973), brittisk författare
- Hetty Green (1834–1916), amerikansk affärskvinna
- Holmer Green (1875–1931), dansk journalist, börskommissarie och nationalbankschef
- Hubert Green (1946–2018), amerikansk golfspelare

- James S. Green (1817–1870), amerikansk politiker och diplomat, demokrat, senator för Missouri
- Jamie Green (född 1982), brittisk racerförare
- John Green (född 1977), amerikansk författare och videobloggare
- John Gréen (1878–1964), svensk trädgårdsman
- John Richard Green (1837–1883), brittisk historisk författare
- Jordan-Claire Green (född 1991), amerikansk skådespelare
- Josh Green (född 1977), kanadensisk ishockeyspelare
- Judd Green (1866–1932). engelsk skådespelare
- Julian Green (född 1995), amerikansk fotbollsspelare
- Julien Green (1900–1998), amerikansk-fransk författare

- Karin Green (född 1949), svensk sångare och låtskrivare
- Keith Green (1953–1982), amerikansk gospelsångare, musiker och kompositör
- Kerri Green (född 1967), amerikansk skådespelare
- Kulo Green (1913–1972), svensk konstnär

- Lars Green (född 1944), svensk skådespelare
- Lennart Green, flera personer
  - Lennart Green (arkitekt) (1920–1988), svensk arkitekt
  - Lennart Green (fotograf) (1913–2007), svensk fotograf, filmfotograf och regissör
  - Lennart Green (illusionist) (född 1941), svensk illusionist
- Lucinda Green (född 1953), brittisk ryttare

- Marika Green (född 1943), svensk-fransk skådespelare
- Mark Andrew Green (född 1960), amerikansk politiker och diplomat, republikan, kongressrepresentant för Wisconsin
- Mats Green (född 1979), svensk politiker, moderat
- Max Green (född 1984), amerikansk musiker
- Mia Green (1870–1949), svensk fotograf
- Michael Green (arkitekt) (född 1966), kanadensisk arkitekt
- Michael Green (friidrottare) (född 1970), jamaicansk kortdistanslöpare
- Michael Green (författare), amerikansk författare
- Mick Green (född 1944), brittisk gitarrist
- Mike Green (född 1985), kanadensisk ishockeyspelare
- Monica Green (född 1959), svensk politiker, socialdemokrat
- Morten Green (född 1981), dansk ishockeyspelare

- Nehemiah Green (1837–1890), amerikansk präst och politiker, republikan, guvernör i Kansas
- Nicholas Green (född 1967), australisk roddare
- Niclas Green (född 1969), svensk basist och gitarrist

- Paul Green (född 1983), engelsk fotbollsspelare
- Percurt Green (1939–2025), svensk arméofficer
- Peter Green (1946–2020), brittisk musiker
- Peter Green (historiker) (1924–2024), brittisk historiker
- Phil Green (1911–1982), engelsk kompositör
- Pia Green (född 1947), svensk skådespelare

- Rachel Green, rollfigur i amerikansk TV-serie
- Rick Green (född 1956), kanadensisk ishockeyspelare
- Robert Green (född 1980), engelsk fotbollsmålvakt
- Robert Stockton Green (1831–1895), amerikansk politiker, guvernör i New Jersey
- Robson Green (född 1964), brittisk skådespelare
- Roger Lancelyn Green (1918–1987), brittisk författare

- Seth Green (född 1974), amerikansk skådespelare
- Shorty Green (1896–1960), kanadensisk ishockeyspelare
- Steven Dale Green (1985–2014), amerikansk krigsförbrytare
- Sture Green (1913–2008), svensk jazzmusiker
- Sven Gréen (1905–1990), svensk trädgårdsexpert

- Tammie Green (född 1959), amerikansk golfspelare
- Theodor Green (1838–1909), dansk företagare, ekonomisk författare och tidningsman
- Theodore F. Green (1867–1966), amerikansk politiker, demokrat, guvernör i Rhode Island
- Thomas Hill Green (1836–1882), engelsk filosof
- Tom Green, (född 1971), kanadensisk komiker, skådespelare och musiker
- Tommy Green (1894–1975), brittisk friidrottare
- Travis Green (född 1970), kanadensisk ishockeyspelare

- Valentine Green (1739–1813), brittisk grafiker

- Warren Green (1869–1945), amerikansk politiker, republikan, guvernör i South Dakota
- William Green (1873–1952), amerikansk fackföreningsledare

- Åke Green (född 1941), svensk pingstpastor
- Åke Green (politiker) (född 1937), svensk politiker, socialdemokrat